# Muurschilderingen Nieuwe Hemweg
De Muurschilderingen Nieuwe Hemweg waren twee artistieke kunstwerken aangebracht op blinde muren langs de Nieuwe Hemweg in Westpoort, Amsterdam.

## Geschiedenis
Tussen Amsterdam en Zaanstad ten zuiden van de Hempont ligt een langgerekt voet- en fietspad dat dient als snelfietspad tussen beide steden. De paden en weg lopen grotendeels door haven- en industriegebieden, wat nogal een saai uitzicht opleverde. The Port of Amsterdam gaf daarom opdracht deze strook te verlevendigen en schakelde Bright Up in met kunstenaars Saske van der Eerden en Leone Schröder. Die eerste had al eerder een project in deze buurt: Kissing Couple XXXL (en latere Berm bunnies). De tweede zette schilderingen van natuurtaferelen in Amsterdam-Zuidoost, bijvoorbeeld Natuur.
Bovenlangs het genoemde voet- en fietspad liep een meterslange transportband. Daartoe had Vattenfall (opvolger van GEB en NUON) twee bedieningshuizen in beheer die wel een opknapbeurt konden gebruiken. 

### Halsbandparkiet
De kunstenaars voorzagen het zuidelijk bedieningshuis met een tak waarop twee vogels elkaar aankijken; een daarvan is een halsbandparkiet, een exoot die goed gedijt in Amsterdam. Deze schildering werd in juli 2019 gezet.

### Eendenfamilie
Het noordelijke bedieningshuis werd in datzelfde kader voorzien van een eendenfamilie (vader, moeder, en pullen). De kunstenaars wilden een vriendelijke afbeelding van plaatselijk gevogelte dat moet zien te overleven in dit industriegebied met stadssnelweg. Deze schildering werd in september 2019 gezet.

## 2019-2023
Nadat de vogels waren geplaatst werd besloten die transportband en elektriciteitshuisjes af te breken. In juni 2024 was er van de gehele installatie en de muurschilderingen niets meer terug te vinden.

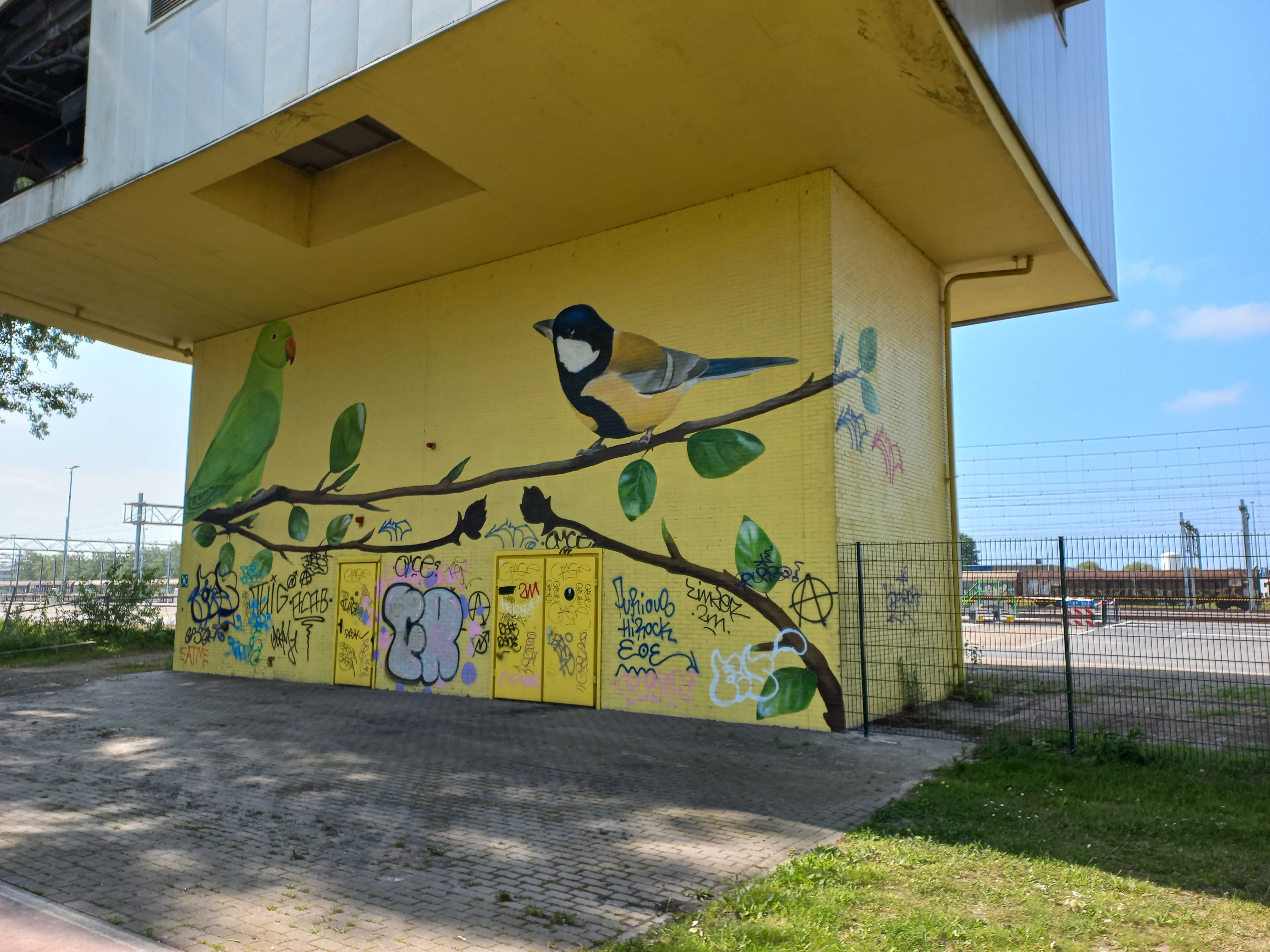
Twee vogels (mei 2023)

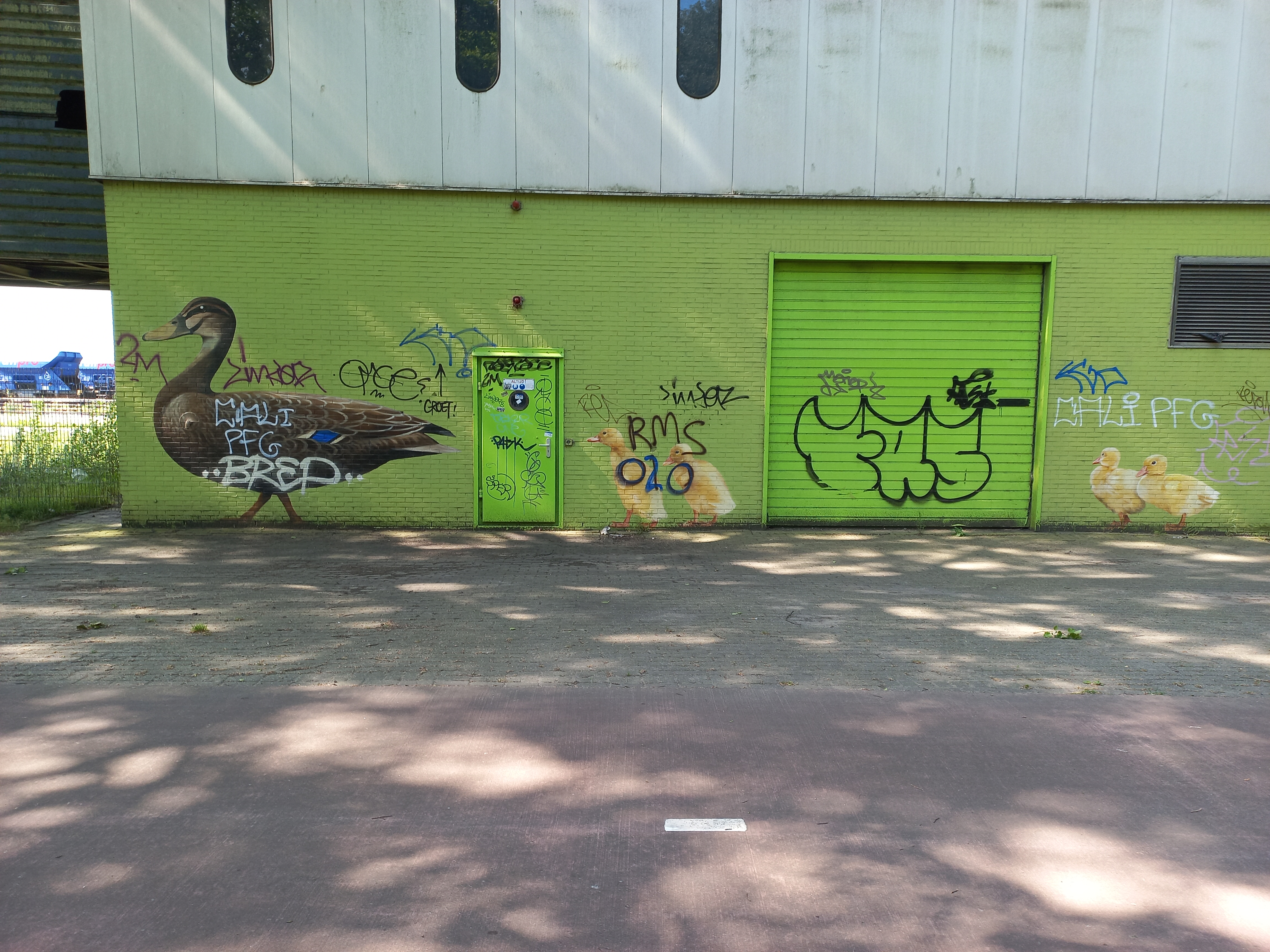
Eendenfamilie (vader is al de hoek om) (mei 2023)